# Belalau II
Belalau II is een bestuurslaag in het regentschap Lubuklinggau van de provincie Zuid-Sumatra, Indonesië. Belalau II telt 422 inwoners (volkstelling 2010).